# 라인홀트 힌터마이어
라인홀트 힌터마이어(독일어: Reinhold Hintermaier, 1956년 2월 14일, 오버외스터라이히 주 알트하임 ~)는 오스트리아의 전직 축구 선수이다.

## 클럽 경력
힌터마이어는 푀슈트 린츠에서 프로 무대 신고식을 치렀고, 1년차에 오스트리아 분데스리가 우승을 거두었다. 신고식을 치르고 6년 후, 그는 독일로 건너가 뉘른베르크에 입단했고, 1982년에 DFB-포칼 준우승을 거두었으며, 브라운슈바이크와 자르브뤼켄에서도 활약했다.
1988년에 현역 은퇴한 후, 그는 4년 뒤에 뉘른베르크에서 유소년부 감독을 역임하다가 현역 선수로 복귀했다. 2번째 은퇴 후, 다시 뉘른베르크와 그로이터 퓌르트의 유소년부 감독을 맡았다.

## 국가대표팀 경력
그는 1978년부터 1982년까지 오스트리아 국가대표팀 경기에 15번 출전했고, 북아일랜드와의 1982년 월드컵 2차 조별 리그 경기에서 골을 기록했다.

## 수상
- 오스트리아 분데스리가: 1973–74